# Црква Покрова Пресвете Богородице (Карановац)
Црква Покрова Пресвете Богородице је парохијски храм Српске православне цркве. Налази се у селу Карановац, Бања Лука. Храм је посвећен Покрову Пресвете Богородице. Овај храм је православне категорије и припада Бањалучкој епархији. Освештан је 13. јула 2008. године.